# 谷口徹 (柔道)
谷口　徹（たにぐち　とおる、1982年10月24日 - ）は、神奈川県出身の日本の柔道家。現役時代は81kg級の選手。身長は179cm。得意技は小内刈り。

## 経歴
柔道は3歳の時に父親の譲が指導者を務めていた朝飛道場で始めた。1997年横須賀学院中学3年の時に全国中学校柔道大会の78kg級決勝で港南中学3年の仲田直樹と対戦するが、頭から畳に突っ込んで内股を仕掛けたため、規定により反則負けを喫した。同年の全日本選抜少年柔道大会個人戦無差別では中量級ながら優勝を飾った。
1998年東海大相模高校1年の時にはインターハイ団体戦の決勝で国士舘高校と対戦すると、大将戦で反則負けを喫して2-2と並んだ。代表戦では2歳年上の兄である望が鈴木桂治に払巻込の技ありで敗れて、チームは2位にとどまった。1999年高校選手権の団体戦で優勝を飾った。同年、全日本ジュニアの81kg級で3位となり、フランスジュニアでは、2位となった。。2000年高校選手権では3位だった。同年、全日本ジュニアの決勝で高校の1年先輩となる東海大学1年の鈴木貴士に敗れて2位だったものの、アジアジュニアでは優勝を飾った。
2001年東海大学へ進学すると、大学1年の時には全日本ジュニアの決勝で筑波大学1年の仲田に敗れてまたも2位にとどまった。2003年の大学3年では優勝大会で2位だったが、講道館杯では、有留、野瀬、秋山、百瀬を破り、決勝で旭化成の塘内将彦を破って優勝した。大学4年の時には学生体重別では3位だったが、優勝大会と体重別団体で団体2冠を達成した。
2005年には松前柔道クラブの所属で実業個人選手権に出場して2位になる。同年の全日本実業柔道団体対抗大会では、優勝をした。。2006年には旭化成の所属となり、全日本実業個人選手権で優勝を飾る。同年のカナダ国際でも優勝した。。2008年の実業個人選手権では決勝で中学時代からのライバルだったアルゼの仲田を破って2年ぶり2度目の優勝を果たした。同年の全日本柔道選手権大会では、中量級ながら準々決勝まで進出するも、石井慧に敗れ5位にとどまる。また、同年の韓国国際では、2位となった。。2009年の実業個人選手権では3度目の優勝を飾った。

## 主な戦績
- 1997年 -　全国中学校柔道大会　2位78kg級
- 1997年 -　全日本選抜少年柔道大会　優勝無差別
- 1996年 -　インターハイ　団体戦　2位
- 1999年 -　高校選手権　団体戦　優勝
- 1999年 -　全日本ジュニア　3位
- 2000年 -　高校選手権　団体戦　3位
- 2000年 -　フランスジュニア国際　2位
- 2000年 -　全日本ジュニア　2位
- 2000年 -　アジアジュニア　優勝
- 2001年 -　全日本ジュニア　2位
- 2003年　- 優勝大会　2位
- 2003年　- 講道館杯　優勝
- 2004年　- 優勝大会　優勝
- 2004年　- 学生体重別　3位
- 2004年 -　体重別団体　優勝
- 2005年　- 実業個人選手権　2位
- 2006年　- 実業個人選手権　優勝
- 2006年　- カナダ国際　優勝
- 2008年　- 実業個人選手権　優勝
- 2008年　- 韓国国際　2位
- 2009年　- 実業個人選手権　優勝
- 2010年　- 実業個人選手権　2位

(出典、JudoInside.com)